# 흰줄무늬도르콥시스
흰줄무늬도르콥시스 또는 큰숲왈라비(Dorcopsis hageni)는 캥거루과에 속하는 유대류의 일종이다. 인도네시아 서뉴기니 북단과 파푸아뉴기니에서 발견된다. 안정적인 열대 숲 서식지에서 흔히 발견되는 종으로 국제 자연 보전 연맹(IUCN)이 보전 등급을 관심대상종(LC, Least concern species)으로 분류하고 있다.

## 분포 및 서식지
흰줄무늬도르콥시스는 뉴기니 섬의 토착종이다. 분포 지역은 서뉴기니와 파푸아뉴기니 북단 대부분을 차지하고 있지만, 후온 반도에서는 발견되지 않는다. 현재, 해발고도 최대 약 400m 높이까지 서식한다. 일차림과 열대 이차림 모두에서 발견되며, 어느 정도의 손상된 서식지에서도 서식한다. 북부 분포 지역에서는 세픽강 홍수림 끝의 선상지에서 발견되며, 분포 지역 남부에서는 혼합 충적림에서 발견되지만 구릉지대 숲의 낮은 곳에서는 발견되지 않는다.

## 생태
흰줄무늬도르콥시스는 육상 초식성 동물로 풀보다는 오히려 목을 늘여 나뭇잎을 뜯어먹기를 좋아하는 수엽기호성(樹葉嗜好性, browsing)을 가지고 있지만, 낮 시간 동안에 곤충과 다른 생물을 찾기 위해 평평한 돌을 뒤집는 모습도 볼 수 있다.